# Un medio

Un medio, ½.

En matemática, un medio es la fracción irreducible ½, equivalente a 0,5 en notación decimal. «Medio» (del latín «medius») es el numeral partitivo que designa la mitad de una cosa; las formas prefijas son: hemi-, semi-, sesqui.

## Propiedades
- Un medio es un número racional.
- Multiplicar por un medio es equivalente a dividir entre dos.
- Elevar a la potencia un medio equivale a extraer raíz cuadrada.
- El factorial de un medio equivale a raíz de pi medios. (véase función Gamma)
- En código informático (½):
  - ISO 8859-1 : 189
  - Unicode : U+00BD